# راس گاردنر
راس گاردنر (انگلیسی: Ross Gardner؛ زادهٔ ۱۵ فوریهٔ ۱۹۸۵) بازیکن فوتبال اهل بریتانیا است.
از باشگاه‌هایی که در آن بازی کرده‌است می‌توان به باشگاه فوتبال ناتینگهام فارست، باشگاه فوتبال دارلینگتون، باشگاه فوتبال پورت ویل، باشگاه فوتبال ایستوود، و باشگاه فوتبال ایلکستون اشاره کرد.
وی همچنین در تیم ملی فوتبال England Youth بازی کرده‌است.